# Patinatge de velocitat als Jocs Olímpics d'hivern de 2010

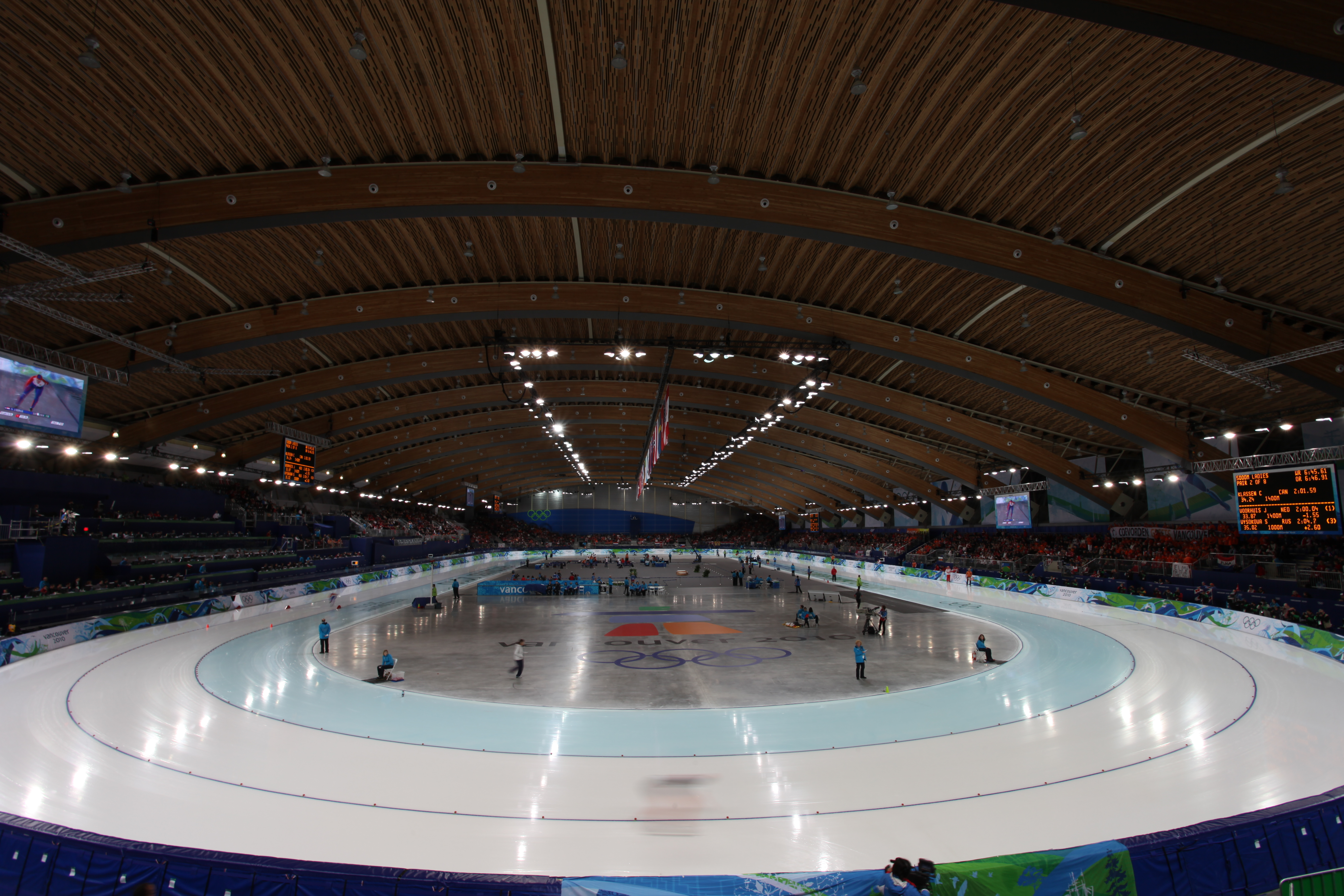
Imatge interior del Richmond Olympic Oval, seu de la competició.

Als Jocs Olímpics d'Hivern de 2010 celebrats a la ciutat de Vancouver (Canadà) es disputaren dotze proves de patinatge de velocitat sobre gel, sis en categoria masculina i sis més en categoria femenina.
Les proves es realitzaren entre els dies 13 i 27 de febrer de 2010 a les instal·lacions del Richmond Olympic Oval.

## Comitès participants
Hi participaren un total de 177 patinadors de velocitat, entre ells 94 homes i 83 dones, de 24 comitès nacionals diferents.
| - Alemanya (13) - Austràlia (1) - Àustria (1) - Belarús (1) - Canadà (15) - Corea del Nord (1) |  | - Corea del Sud (16) - Estats Units (18) - Dinamarca (1) - Finlàndia (4) - França (2) - Itàlia (5) |  | - Japó (19) - Kazakhstan (4) - Letònia (1) - Països Baixos (19) - Nova Zelanda (1) - Noruega (8) |  | - Polònia (10) - Txèquia (2) - Rússia (17) - Suècia (3) - Suïssa (1) - R.P. de la Xina (14) |

## Medaller
| Pos. | País            | Or | Plata | Bronze | Total |
| 1    | Corea del Sud   | 3  | 2     | 0      | 5     |
| 2    | Països Baixos   | 3  | 1     | 3      | 7     |
| 3    | Canadà          | 2  | 1     | 2      | 5     |
| 4    | Txèquia         | 2  | 0     | 1      | 3     |
| 5    | Alemanya        | 1  | 3     | 0      | 4     |
| 6    | Estats Units    | 1  | 2     | 1      | 4     |
| 7    | Japó            | 0  | 2     | 1      | 3     |
| 8    | Rússia          | 0  | 1     | 1      | 2     |
| 9    | R.P. de la Xina | 0  | 0     | 1      | 1     |
| 9    | Noruega         | 0  | 0     | 1      | 1     |
| 9    | Polònia         | 0  | 0     | 1      | 1     |

## Medallistes

### Homes
| Prova                         | Or                                                      | Plata                                                    | Bronze                                                     |
| 500 m Detalls                 | Mo Tae-bum                                              | Keiichiro Nagashima                                      | Joji Kato                                                  |
| 1000 m Detalls                | Shani Davis                                             | Mo Tae-bum                                               | Chad Hedrick                                               |
| 1500 m Detalls                | Mark Tuitert                                            | Shani Davis                                              | Håvard Bøkko                                               |
| 5000 m Detalls                | Sven Kramer                                             | Lee Seung-hoon                                           | Ivan Skobrev                                               |
| 10000 m Detalls               | Lee Seung-hoon                                          | Ivan Skobrev                                             | Bob de Jong                                                |
| Persecució per equips Detalls | Canadà Mathieu Giroux · Lucas Makowsky · Denny Morrison | Estats Units Brian Hansen · Chad Hedrick · Jonathan Kuck | Països Baixos Jan Blokhuijsen · Sven Kramer · Mark Tuitert |

### Dones
| Prova                         | Or                                                                        | Plata                                          | Bronze                                                                  |
| 500 m Detalls                 | Lee Sang-hwa                                                              | Jenny Wolf                                     | Wang Beixing                                                            |
| 1000 m Detalls                | Christine Nesbitt                                                         | Annette Gerritsen                              | Laurine van Riessen                                                     |
| 1500 m Detalls                | Ireen Wüst                                                                | Kristina Groves                                | Martina Sáblíková                                                       |
| 3000 m Detalls                | Martina Sáblíková                                                         | Stephanie Beckert                              | Kristina Groves                                                         |
| 5000 m Detalls                | Martina Sáblíková                                                         | Stephanie Beckert                              | Clara Hughes                                                            |
| Persecució per equips Detalls | Alemanya Daniela Anschütz-Thoms · Stephanie Beckert · Katrin Mattscherodt | Japó Masako Hozumi · Nao Kodaira · Maki Tabata | Polònia Katarzyna Bachleda-Curuś · Katarzyna Woźniak · Luiza Złotkowska |